# Гіпербола (математика)

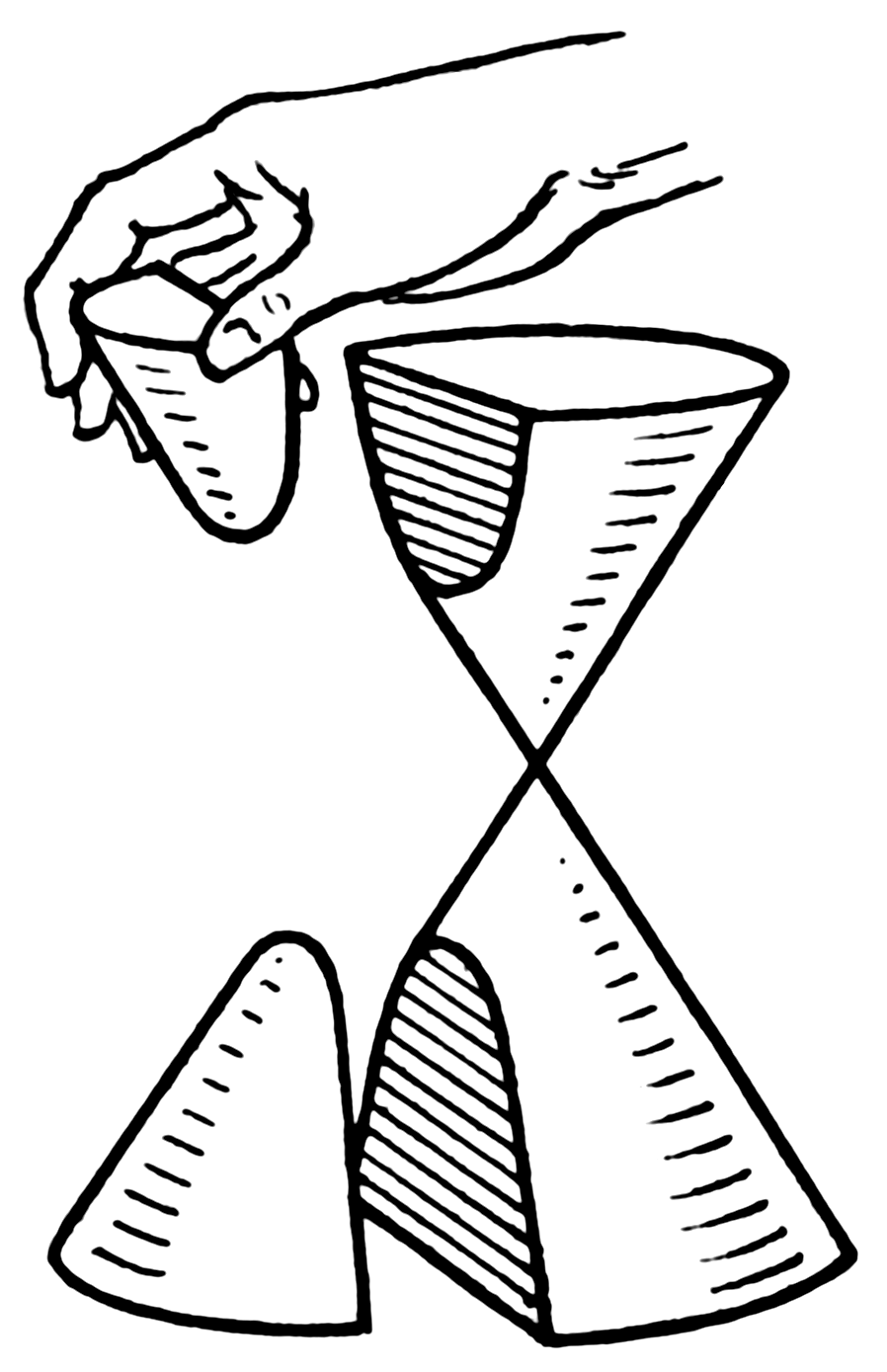
Гіпербола є відкритою кривою з двома гілками, що утворюється внаслідок перетину конічної поверхні площиною.

Гіпербола (грец. ὑπερβολή) — крива другого порядку з ексцентриситетом більшим за одиницю. Гіпербола є одним із трьох видів конічних перетинів, що утворені перетином подвоєного конуса площиною. (Іншими конічними перетинами є парабола і еліпс. Коло є особливим випадком еліпса.) Якщо площина перетинає обидві половини подвоєного конуса, але не проходить через верхівку конусів, тоді крива, по якій перетинається конус є гіперболою.
Гіпербола зустрічається у багатьох випадках застосування:
- це крива що задається функцією {\displaystyle f(x)=1/x} на декартовій площині,
- це шлях, який описує тінь кінчика вказівника сонячного годинника,
- це форма не замкненої відкритої орбіти (що відрізняється від замкненої еліптичної орбіти), якій буде слідувати космічний апарат який перевищив другу космічну швидкість в зоні дії гравітації найближчого астрономічного тіла,
- в радіо навігації[en], коли можливо визначити різницю в відстані між двома точками, але не значення самої відстані, та ін.

## Етимологія і історія
Слово «гіпербола» походить від грецького слова ὑπερβολή, що означає «кидати над» або «надмірний». Гіперболу відкрив математик Менехм при досліджені задачі подвоєння куба, а лише потім була пов'язана із перетином конусів. Термін гіпербола вважають було започатковане Аполлонієм Перзьким (c. 262–c. 190 до н. е.) у його роботі по дослідженню конічних перетинів, Конуси.
Назви двох інших конічних перетинів, еліпса і параболи, були утворені від відповідних грецьких слів «неповнота» і «прикладний»; всі ці назви були запозичені із ранньої піфагорійської термінології, які мали відношення до порівняння сторін прямокутників однакової площі із заданим прямим відрізком. Прямокутник може бути «прикладений» рівно до сегменту (що означає, має таку ж довжину), бути коротшим за сегмент, або перевищувати його.

## Визначення
Гіпербола є невиродженою кривою другого порядку, яка задається рівнянням:
{\displaystyle {\frac {x^{2}}{a^{2}}}-{\frac {y^{2}}{b^{2}}}=1}
де {\displaystyle a>0} та {\displaystyle b>0} — параметри. Таке рівняння називається канонічним рівнянням гіперболи.
Нехай канонічне рівняння кривої другого порядку шляхом переносу центру координат перетворено у вигляд:
{\displaystyle y^{2}=2px-(1-\varepsilon ^{2})x^{2}.}
В цьому випадку крива проходить через початок координат нової системи; вісь абсцис є віссю симетрії кривої. Це рівняння відображає той факт, що невироджена крива другого порядку є геометричним місцем точок, відношення відстаней яких {\displaystyle \varepsilon \geq 0} (ексцентриситет) від заданої точки (фокуса) та від заданої прямої (директриса) незмінна. Крива є гіперболою, якщо {\displaystyle \varepsilon >1}. Тобто, гіпербола є геометричним місцем точок, абсолютна величина різниці відстаней яких від фокусів дорівнює {\displaystyle 2a} (фокальна властивість гіперболи). Директоріальна властивість гіперболи полягає в тому, що гіпербола є геометричним місцем точок, відношення відстаней яких від фокуса до однойменної директриси дорівнює {\displaystyle e}.

## Властивості

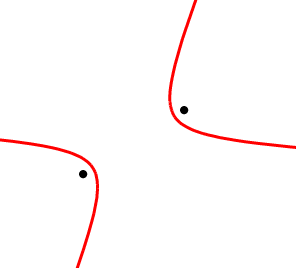
Гіпербола та її фокуси.
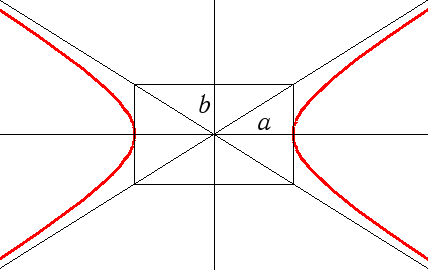
Гіпербола та її напіввіссі та асимптоти.
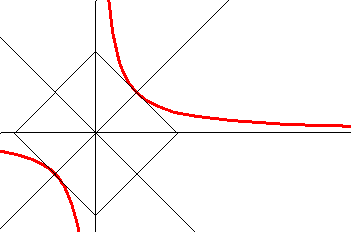
Рівнобічна гіпербола.

Якщо в канонічному рівнянні гіперболи {\displaystyle a=b}, то гіпербола називається рівнобічною. В координатах
{\displaystyle u={\frac {\sqrt {2}}{2}}(x-y),\qquad v={\frac {\sqrt {2}}{2}}(x+y),}
рівняння рівнобічної гіперболи
{\displaystyle x^{2}-y^{2}=a^{2}}
матиме вигляд:
{\displaystyle uv=2a^{2}}
звідки випливає, що по відношенню до координат {\displaystyle u} та {\displaystyle v} рівнобічна гіпербола являє собою графік звортньо-пропорційної залежності. В координатах {\displaystyle x} та {\displaystyle y} маємо такий саме графік обернений на кут {\displaystyle {\frac {\pi }{4}}}.
При {\displaystyle u\to \pm \infty } (а також при {\displaystyle v\to \pm \infty }) графік зворотньо-пропорційної залежності щільніше притіскається до осі абсцис {\displaystyle v=0} (відповідно, до осі ординат {\displaystyle u=0}), оскільки ці осі є асимптотами (двобічними) графіку. В канонічних координатах {\displaystyle x}, {\displaystyle y} ці асимптоти є бісектрисами {\displaystyle y=x} та {\displaystyle y=-x} координатних кутів.
З гіперболою пов'язані такі числові властивості:
- число {\displaystyle a}, що зветься дійсною напіввіссю;
- число {\displaystyle b}, що зветься уявною напіввіссю;
- число {\displaystyle c={\sqrt {a^{2}+b^{2}}}}, що зветься лінійним ексцентриситетом;
- число {\displaystyle 2c}, що зветься фокусною відстаню;
- число {\displaystyle e={\frac {c}{a}}={\sqrt {1+{\frac {b^{2}}{a^{2}}}}}}, що називається числовим ексцентриситетом;
- число {\displaystyle p={\frac {b^{2}}{a}}}, що зветься фокальним параметром;
- вісь абсцис, що зветься дійсною (або фокальною) віссю;
- вісь ординат, що зветься уявною віссю;
- точка {\displaystyle O(0,0)}, що зветься центром;
- точки {\displaystyle (\pm a,0)}, що звуться вершинами;
- точки {\displaystyle (\pm c,0)}, що звуться фокусами;
- прямі {\displaystyle x=\pm {\frac {a}{e}}}, що звуться директрисами.

## Полярні координати
полюс = фокус:

Гіпербола: Полярні координати в яких полюс = фокусу

Гіпербола: Полярні координати в яких полюс = центру

Полярні координати для гіперболи зазвичай використовуються для декартової системи координат, таким чином що їх початок координат знаходиться у фокусі а вісь x направлена в початок «канонічної системи координат» як показано на першому графіку.

В такому випадку кут {\displaystyle \varphi } називають справжньою аномалією.
Відповідно до цієї системи координат маємо
- {\displaystyle r={\frac {p}{1\mp e\cos \varphi }},\quad p={\tfrac {b^{2}}{a}}}

і
{\displaystyle -\arccos \left(-{\frac {1}{e}}\right)<\varphi <\arccos \left(-{\frac {1}{e}}\right).}
полюс = центр:
Якщо полярні координати відповідають «канонічній системі координат» (див другий графік)
будемо мати
- {\displaystyle r={\frac {b}{\sqrt {e^{2}\cos ^{2}\varphi -1}}}.\,}

Для правої гілки гіперболи діапазон для {\displaystyle \varphi } становить
{\displaystyle -\arccos \left({\frac {1}{e}}\right)<\varphi <\arccos \left({\frac {1}{e}}\right).}

## Еліптичні координати
Сукупність конфокальних гіпербол утворюють базис системи еліптичних координат для двох вимірів. Гіперболи описуються наступним рівнянням
{\displaystyle \left({\frac {x}{c\cos \theta }}\right)^{2}-\left({\frac {y}{c\sin \theta }}\right)^{2}=1}
де фокуси знаходяться на відстані c від початку осі x, і де θ є кутом асимптоти утвореним із віссю x. Кожна гіпербола в цій родині гіпербол є ортогональною до кожного еліпса що мають спільні фокуси. Ортогональність можна показати за допомогою конформного відображення Декартової системи координат w = z + 1/z, де z= x + iy є початковими декартовими координатами, а w=u + iv є координатами, що отримані після перетворення.
Іншу ортогональні двовимірні системи координат, що мають справу з гіперболами можна отримати за допомогою іншого конформного відображення. Наприклад, відображення w = z2 перетворює декартову систему координат на дві сукупності ортогональних гіпербол.

## Параметричні рівняння
Гіпербола представлена рівнянням {\displaystyle {\tfrac {x^{2}}{a^{2}}}-{\tfrac {y^{2}}{b^{2}}}=1} може бути задана за допомогою декількох параметричних рівнянь:
1: {\displaystyle \left\{{\begin{matrix}\quad \;x\,=\,\pm a\cosh t\\y\,=\,b\sinh t\end{matrix}}\right.\quad ,\ t\in \mathbb {R} \ .}
2: {\displaystyle \left\{{\begin{matrix}\quad \ x\,=\,\pm a\,{\tfrac {t^{2}+1}{2t}}\\y\,=\,b\,{\tfrac {t^{2}-1}{2t}}\end{matrix}}\right.\quad ,\ t>0\ .} (раціональне представлення)
3: {\displaystyle \left\{{\begin{matrix}\quad \ x\,=\,{\frac {a}{\cos t}}=a\sec t\\y\,=\,\pm b\tan t\end{matrix}}\right.\ ,\quad 0\leq t<2\pi ;\;t\neq {\frac {\pi }{2}};\;t\neq {\frac {3}{2}}\pi \ .}

## Ортогональні дотичні— ортоптика

Гіпербола і її ортоптика (фіолетовим)

Для гіперболи {\displaystyle {\frac {x^{2}}{a^{2}}}-{\frac {y^{2}}{b^{2}}}=1,\,a>b} точки перетину ортогональних дотичних лежать на колі {\displaystyle x^{2}+y^{2}=a^{2}-b^{2}}. 

Це коло називають ортоптикою даної гіперболи.
Дотичні можуть проходити через точки різних гілок гіперболи.
У випадку {\displaystyle a\leq b} не існує жодної пари ортогональних дотичних.

## Інші математичні визначення

### Квадратичне рівняння
Гіперболу можна задати за допомогою рівняння другого степеня у декартовій системі координат (x, y) на площині,
{\displaystyle A_{xx}x^{2}+2A_{xy}xy+A_{yy}y^{2}+2B_{x}x+2B_{y}y+C=0,}
за умови, що константи Axx, Axy, Ayy, Bx, By, і C задовольняють умову детермінанта
{\displaystyle D:={\begin{vmatrix}A_{xx}&A_{xy}\\A_{xy}&A_{yy}\end{vmatrix}}<0.\,}
Цей детермінант зазвичай називають дискримінантом конічного перетину.
Особливим випадком гіперболи є вироджена гіпербола, що є двома прямими, що перетинаються у випадку коли детермінант дорівнює нулю:
{\displaystyle \Delta :={\begin{vmatrix}A_{xx}&A_{xy}&B_{x}\\A_{xy}&A_{yy}&B_{y}\\B_{x}&B_{y}&C\end{vmatrix}}=0.}
Детермінант позначають як Δ і іноді називають дискримінантом конічного перетину.
Із заданої загальної параметризації гіперболи у декартовій площині, ексцентриситет можна знайти використовуючи формулу.
{\displaystyle e={\sqrt {\frac {2{\sqrt {(A-C)^{2}+B^{2}}}}{\eta (A+C)+{\sqrt {(A-C)^{2}+B^{2}}}}}},}
Центр (xc, yc) гіперболи можна знайти за допомогою формули:
{\displaystyle x_{c}=-{\frac {1}{D}}{\begin{vmatrix}B_{x}&A_{xy}\\B_{y}&A_{yy}\end{vmatrix}};}
{\displaystyle y_{c}=-{\frac {1}{D}}{\begin{vmatrix}A_{xx}&B_{x}\\A_{xy}&B_{y}\end{vmatrix}}.}
В рамках цих нових координат, ξ = x − xc і η = y − yc, рівняння для визначення гіперболи можна записати наступним чином:
{\displaystyle A_{xx}\xi ^{2}+2A_{xy}\xi \eta +A_{yy}\eta ^{2}+{\frac {\Delta }{D}}=0.}
Головні осі гіперболи утворюють кут φ із додатною частиною осі x, який визначається рівнянням
{\displaystyle \tan 2\varphi ={\frac {2A_{xy}}{A_{xx}-A_{yy}}}.}
Поворот координатних осей таким чином, що вісь x буде вирівняна із поперечною віссю приводить це рівняння у відому канонічну форму
{\displaystyle {\frac {x^{2}}{a^{2}}}-{\frac {y^{2}}{b^{2}}}=1.}
Велика і мала півосі a і b визначаються рівняннями
{\displaystyle a^{2}=-{\frac {\Delta }{\lambda _{1}D}}=-{\frac {\Delta }{\lambda _{1}^{2}\lambda _{2}}},}
{\displaystyle b^{2}=-{\frac {\Delta }{\lambda _{2}D}}=-{\frac {\Delta }{\lambda _{1}\lambda _{2}^{2}}},}
де λ1 and λ2 є коренями квадратного рівняння
{\displaystyle \lambda ^{2}-\left(A_{xx}+A_{yy}\right)\lambda +D=0.}
Для порівняння, відповідне рівняння для виродженої гіперболи (що складається із двох прямих, які перетинаються) є наступним
{\displaystyle {\frac {x^{2}}{a^{2}}}-{\frac {y^{2}}{b^{2}}}=0.}
Дотична пряма у заданій точці (x0, y0), що належить гіперболі визначається рівнянням
{\displaystyle Ex+Fy+G=0}
де E, F і G задаються як
{\displaystyle E=A_{xx}x_{0}+A_{xy}y_{0}+B_{x},}
{\displaystyle F=A_{xy}x_{0}+A_{yy}y_{0}+B_{y},}
{\displaystyle G=B_{x}x_{0}+B_{y}y_{0}+C.}
Пряма нормалі відносно гіперболи в тій самій точці буде задаватися даним рівнянням
{\displaystyle F(x-x_{0})-E(y-y_{0})=0.}
Нормаль перпендикулярна дотичній прямій, і обидві вони проходять через одну задану точку (x0, y0).
Із рівняння
{\displaystyle {\frac {x^{2}}{a^{2}}}-{\frac {y^{2}}{b^{2}}}=1,\qquad 0<b\leq a,}
лівим фокусом є {\displaystyle (-ae,0)} і правим фокусом є {\displaystyle (ae,0),} де e є ексцентриситетом. Позначимо відстані від точки (x, y) до лівого і правого фокусів як {\displaystyle r_{1}\,\!} і {\displaystyle r_{2}.\,\!} Для точки на правій гілці,
{\displaystyle r_{1}-r_{2}=2a,\,\!}
для точки лівої гілки,
{\displaystyle r_{2}-r_{1}=2a.\,\!}
Це можна довести наступним чином: Якщо (x,y) є точкою, що належить гіперболі, відстань до точки лівого фокусу буде
{\displaystyle r_{1}^{2}=(x+ae)^{2}+y^{2}=x^{2}+2xae+a^{2}e^{2}+(x^{2}-a^{2})(e^{2}-1)=(ex+a)^{2}.}
Точка правого фокусу буде на відстані
{\displaystyle r_{2}^{2}=(x-ae)^{2}+y^{2}=x^{2}-2xae+a^{2}e^{2}+(x^{2}-a^{2})(e^{2}-1)=(ex-a)^{2}.}
Якщо (x, y) є точкою правої гілки гіперболи, тоді {\displaystyle ex>a\,\!} і
{\displaystyle r_{1}=ex+a,\,\!}
{\displaystyle r_{2}=ex-a.\,\!}
Віднімаючи ці рівняння, отримуємо
{\displaystyle r_{1}-r_{2}=2a.\,\!}
Якщо (x, y) є точкою лівої гілки гіперболи, тоді {\displaystyle ex<-a\,\!} і
{\displaystyle r_{1}=-ex-a,\,\!}
{\displaystyle r_{2}=-ex+a.\,\!}
Віднімаючи ці рівняння, отримуємо
{\displaystyle r_{2}-r_{1}=2a.\,\!}

## Аналіз конічних перетинів гіперболічного представлення кіл

Центральна проєкція кіл на сфері: Центр проєкції O знаходиться в середині сфери, площина проєктування показана червоним.
При проєктування кіл може бути отримане коло (фіолетове), еліпси, гіперболи і прямі. Особливий випадок — парабола, не показана в цьому прикладі.
(Якби центр O знаходився б на сфері, всі проєкції кіл були б колами або лініями; див. стереографічні проєкції).

Крім забезпечення загального описання для кіл, еліпсів, парабол і гіпербол, конічні перетини можна розуміти як природну модель для вивчення геометрії перспективи, якщо вважати, що сцена яку спостерігають складається із кіл, або в більш загальному вигляді із еліпсів. Спостерігач, зазвичай це камера або око людини, проєктують сцену у вигляді центральної проєкції на площину проєктування (зображення), тобто всі промені проєкції проходять через одну фіксовану точку O, що є центром. Площиною лінзи є площина паралельна площині зображення і що проходить через центр лінзи O.
Проєкцією кола c буде: a) коло, якщо коло c має особливу позицію, наприклад знаходиться паралельно до площини проєктування або інші (див. стереографічні проєкції),
b) еліпс, якщо c не має спільної точки із площиною лінзи,
c) парабола, якщо c має одну спільну точку із площиною лінзи і: d) гіпербола, якщо c має дві спільні точки із площиною лінзи.
(Особливий випадок, коли площина кола містить точку O опускається.)
Ці висновки можна зрозуміти якщо уявити, як процес проєктування можна розбити на два кроки: 1) коло c і точка O утворюють конус який 2) зрізаний площиною проєктування, для того, щоб утворити зображення.
Спостерігач буде бачити гіперболу, коли бачить частину кола, яке перетинає площина лінзи. Не можливість побачити досить велику частину розгалужених гілок гіперболи, не дає фактично людській системі зору ідентифікувати зв'язок із гіперболами.

## Застосування

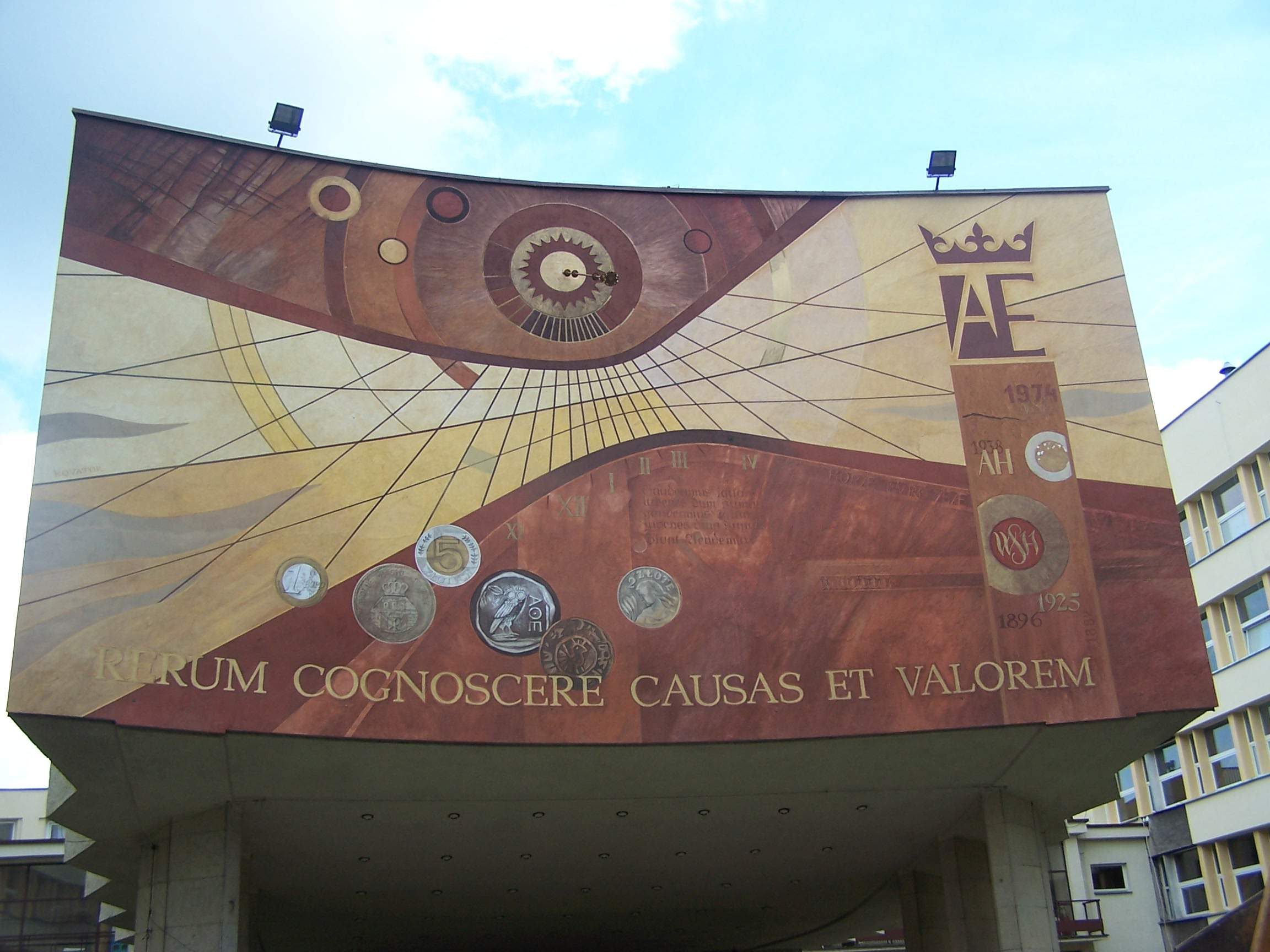
Гіперболічні лінії відхилення на сонячному годиннику

### Сонячний годинник
Гіперболу можна побачити при використанні багатьох сонячних годинників. У будь-який день, Сонце проходить коло по небесній сфері, а його промені що потрапляють на вказівник сонячного годинника виписують конус світла. Перетин цього конуса із горизонтальною площиною землі утворює конічний перетин. У більш населених широтах і в більшій частині року цей конічний перетин утворює гіперболу. В більш простих термінах, тінь кінчика вказівника описує гіперболу на землі із проходом дня (цю траєкторію називають лінією відхилення). Форма цієї гіперболи змінюється в залежності від географічної широти і з періодом року, оскільки ці фактори впливають на те, як буде падати конус сонячних променів відносно горизонту. Сукупність таких гіпербол для всього року для даної місцевості грецькою мовою називається пелекінон, оскільки вона нагадує подвійну сокиру.

### Мультилатерація
Гіпербола є основою для розв'язання задачі мультилатерації - визначення точки місцезнаходження за різницею відстаней до заданої множини точок, або, еквівалентно, за різницею часу надходження синхронізованих сигналів між точкою місцезнаходження і заданими точками. Ця задача важлива для навігації, зокрема на воді; коли корабель може визначити своє місцезнаходження за різницею часу проходження сигналу від передавачів LORAN або GPS.

### Траєкторія руху частинки
Шлях, по якому рухається частинка в класичній задачі Кеплера є конічним перетином. Зокрема, загальна енергія E частинки є більшою за нуль (коли частинка є вільною), траєкторією руху такої частинки буде гіпербола. Ця властивість є корисною для вивчення атомних і суб-атомних сил за допомогою розсіювання частинок, що мають високу енергію; наприклад, експеримент Гейгера — Марсдена який продемонстрував існування ядра атома через дослідження розсіювання альфа-частинок атомами золота. Якщо ігнорувати ядерну взаємодію на короткій відстані, атомні ядра і альфа-частинки взаємодіють лише через сили відштовхування за законом Кулона, що відповідає вимогам закону обернених квадратів для задачі Кеплера.

### Рівняння Кортевега— де Фріза
Гіперболічна тригонометрична функція {\displaystyle \operatorname {sech} \,x} є одним із розв'язків рівняння Кортевега — де Фріза, яке описує рух солітонної хвилі в каналі.

## Інші криві другого порядку
- Парабола
- Еліпс